# Willy Schröder (Radsportler)
Willy Schröder (* 1890 in Berlin; † 20. Jahrhundert) war ein deutscher Radrennfahrer und nationaler Meister im Radsport.

## Sportliche Laufbahn
Schröder war im Bahnradsport aktiv. Mit 10 Jahren begann er mit dem Radsport. Da seine Eltern zunächst gegen diesen Sport eingestellt waren, startete er bei den Jugendrennen häufig unter dem falschen Namen eines Schulfreundes. Nach dem Ersten Weltkrieg fuhr er für die Vereine RV Germania Charlottenburg und RV Adler Neukölln.
1919 gewann er die nationale Meisterschaft über 25 Kilometer der Amateure auf der Bahn. In der Meisterschaft im Sprint kam er bis in den Finallauf und wurde hinter Fritz Schrefeld Vize-Meister. 1920 wurde er Berufsfahrer. Auf der Radrennbahn am Pferdeturm in Hannover hatte er einen schweren Sturz, der ihn zur Aufgabe des Sports zwang.

## Berufliches
Bis 1945 betrieb Schröder in Berlin eine Spedition. Nachdem in den letzten Kriegswochen seine Firma und Wohnung ausgebombt worden waren, übersiedelte er zu seinen Eltern in die Lüneburger Heide und eröffnete dort ein Fahrradgeschäft.